# Międzynarodowa Organizacja Normalizacyjna
Międzynarodowa Organizacja Normalizacyjna (ang. International Organization for Standardization; International Standards Organization, ISO) – organizacja pozarządowa zrzeszająca krajowe organizacje normalizacyjne.

## Etymologia nazwy
„ISO” jest oficjalną nazwą, a nie skrótowcem. Skrótowce pełnej nazwy w językach oficjalnych są różne (po angielsku IOS od International Organization for Standardization, po francusku „OIN” od Organisation Internationale de Normalisation), więc łatwa do wymówienia krótka nazwa zyskała akceptację delegatów konferencji założycielskiej. Późniejsze wywodzenie nazwy od greckiego słowa isos znaczącego „równy” to etymologia ludowa, choć ostatecznie znalazła ona odbicie na oficjalnej stronie ISO.

## Historia powstania ISO
Organizacja została założona w 1946 roku w Londynie. Na konferencji zwołanej przez BSI, która miała miejsca w dniach 14–27 października, połączyły się dwie organizacje:
- Międzynarodowa Federacja Narodowych Stowarzyszeń Normalizacyjnych (International Federation of the National Standardizing Associations, ISA) założona w 1926 w Nowym Jorku, zarządzana ze Szwajcarii, działająca do 1942 jako porozumienie najważniejszych na świecie organizacji standaryzacyjnych – amerykańskiej ANSI, niemieckiej DIN, francuskiej AFNOR i brytyjskiej BSI. W praktyce ISA działała głównie w Europie w krajach używających systemu metrycznego.
- Komitet Koordynacyjny Narodów Zjednoczonych do spraw Standardów (United Nations Standards Coordinating Committee, UNSCC), założony w 1944 przez Stany Zjednoczone, Wielką Brytanię i Kanadę, w którego skład wchodziły byłe kolonie brytyjskie i niektóre państwa europejskie wyzwolone w toku II wojny światowej, zarządzany z londyńskiego biura IEC. W praktyce UNSCC reprezentował kraje używające miar anglosaskich.

W konferencji brało udział 65 delegatów reprezentujących 25 różnych krajów. Obrady miały burzliwy przebieg.
Pierwszym problemem była nazwa nowej organizacji. Delegaci UNSCC proponowali przyjęcie wcześniej przez nich uzgodnionej nazwy „International Standards Coordinating Association” (Stowarzyszenie Koordynacji Międzynarodowych Standardów”), delegaci ISA uważali, że „coordinating” ogranicza zakres działalności przyszłej organizacji. W końcu przyjęto krótką nazwę ISO, wywodzoną od skrótów proponowanych pełnych nazw.
Pracę nad kolejnymi problemami rozdzielono na podkomitety, co ograniczyło spory. Żywą dyskusję wywołało jeszcze kilka problemów, m.in. statut, oficjalne języki, wielkość składek i siedziba organizacji. Uzgodniono, że ISO będzie miała zgromadzenie ogólne i radę, prezesa, wiceprezesa i skarbnika. Następnie przyjęto język angielski i francuski jako oficjalne, po czym uwzględniono naciski delegatów ZSRR, którzy obiecali dokonywać tłumaczenia i rozprowadzania przetłumaczonej dokumentacji we własnym zakresie i na takich warunkach dopuszczono język rosyjski na równi z dwoma oficjalnymi. Składki uzależniono od liczby ludności oraz potęgi handlowej i gospodarczej kraju. Siedzibę w Genewie wybrano drogą losowania.
Komitet UNSCC zgodził się, aby zaprzestać działania, kiedy ISO zacznie funkcjonować, zaś federacja ISA uznała, że faktycznie zaprzestała działania w 1942 r. i powinna rozwiązać się natychmiast.

## Działalność
ISO oficjalnie rozpoczęła działalność 23 lutego 1947 r. Wśród członków założycieli jest Polski Komitet Normalizacyjny.
ISO jest organizacją pozarządową, jej członkowie nie są delegowani przez rządy, pomimo że niektóre organizacje członkowskie znajdują się w strukturach rządowych. Stawia to organizację na szczególnej pozycji pomiędzy sektorami państwowym a prywatnym, szczególnie wobec stowarzyszeń przemysłowych. Każdy kraj reprezentuje z zasady tylko jedna organizacja.
Prace organizacji koordynuje Sekretariat Generalny z siedzibą w Genewie (Szwajcaria). Decyzje strategiczne podejmuje Zgromadzenie Ogólne na corocznych spotkaniach. Trzy razy w roku zbiera się Rada ISO.
Struktura ISO jest wzorowana na strukturze ANSI i DIN. Składa się na nią kilkaset komitetów technicznych i grup roboczych zajmujących się dyskusjami technicznymi oraz Komitet Główny, w którym po jednym głosie mają członkowskie kraje.
Projekty zmian lub projekty nowych norm zwane draftami może składać każda organizacja członkowska. Następnie projekty są dyskutowane w grupach roboczych, w których po uzyskaniu ogólnego konsensusu „draft” zamienia się w „project”, który może uzyskać status oficjalnej normy po tym jak 3/4 członków komitetu głównego zaopiniuje go pozytywnie.
Działalność ISO finansowana jest ze składek członkowskich ustanawianych proporcjonalnie do produktu krajowego brutto. Dodatkowe dochody przynosi sprzedaż norm. ISO wydaje również podręczniki, poradniki, kompendia, oraz periodyki informujące o bieżących i planowanych pracach organizacji.
Respektowanie norm ISO jest dobrowolne. Jako organizacja pozarządowa ISO nie może narzucać, wymuszać ich stosowania. Autorytet organizacji wynika z międzynarodowej reprezentacji, sposobu ustanawiania norm (na zasadzie konsensusu) oraz zrozumienia wpływu normalizacji na ekonomikę.

## Członkowie
członkowie rzeczywiści
     członkowie korespondenci
     członkowie wspierający
     inne miejsca posiadające kod ISO 3166-1, ale niebędące członkami ISO

członkowie rzeczywiści
członkowie korespondenci
członkowie wspierający
inne miejsca posiadające kod ISO 3166-1, ale niebędące członkami ISO

Członkowie ISO są podzieleni na trzy kategorie według możliwości uczestnictwa w procesie standaryzacji. Prawo głosu mają tylko członkowie kategorii member body (członek rzeczywisty) zaś członkowie kategorii correspondent member (członek korespondent) i subscriber member (członek wspierający) mają status obserwatorów.
Obecnie (Kwiecien 2024 r.) ISO zrzesza 170 członków: 127 członków rzeczywistych, 39 członków korespondentów i 4 członków wspierających.

## Normy ISO
ISO ustanawia normy we wszystkich dziedzinach naszego codziennego życia. Od chwili powstania do chwili obecnej (maj 2021 r.) ISO opublikowała ponad 23 800 norm.
Przykładowe normy ISO

## ISO 1 – 9999
- ISO 1 – norma ustalająca temperaturę odniesienia 20°C  dla systemu GPS (projektowanie, wytwarzanie, pomiar)
- ISO 3 – norma ujednolicająca szeregi wartości
- ISO 9 – norma transliteracji cyrylicy na znaki alfabetu łacińskiego
- ISO 216 – norma rozmiarów arkusza papieru
- ISO 233 – norma transliteracji znaków arabskich na znaki alfabetu łacińskiego
- ISO 639 – norma kodowania języków
- ISO 646 – norma definiująca modyfikację 7-bitowego kodowania ASCII
- ISO 690 – norma tworzenia cytowań i bibliografii załącznikowej w dokumentach
- ISO 843 – norma transliteracji znaków greckich na znaki alfabetu łacińskiego
- ISO 2108 – International Standard Book Number (ISBN)
- ISO 3166 – norma kodowania państw, terytoriów oraz ich jednostek administracyjnych
- ISO 3297 – International Standard Serial Number ISSN
- ISO 3602, zwana Kunrei-shiki Rōmaji – norma transliteracji znaków japońskich na znaki alfabetu łacińskiego
- ISO 3901 – International Standard Recording Code (ISRC)
- ISO 4217 – norma kodowania walut i metali szlachetnych
- ISO 5800 – norma czułości filmów fotograficznych
- ISO 6709 – norma reprezentacji szerokości, długości i wysokości dla geograficznych punktów lokalizacjach.
- ISO/IEC 7812-1 – norma numeracji wydawców kart[6][7]
- ISO 8601 – norma zapisu daty i czasu
- ISO 8859 – rodzina norm kodowania znaków w zapisie 8. bitowym
- ISO 8879 – norma języka SGML
- ISO 9000 – rodzina norm zarządzania jakością
- ISO 9001:2015 Systemy zarządzania jakością – Wymagania
- ISO 9362 – norma standaryzująca kod SWIFT/BIC w bankowości
- ISO 9407 – norma definiująca rozmiary obuwia
- ISO 9660 – norma zapisu plików na nośnikach CD i DVD
- ISO 9899 – norma języka C
- ISO 9984 – norma transliteracji alfabetu gruzińskiego na znaki alfabetu łacińskiego
- ISO 9985 – norma transliteracji alfabetu ormiańskiego na znaki alfabetu łacińskiego

## ISO 10000 – 19999
- ISO 10206 – norma języka Pascal
- ISO 10646 – uniwersalny zestaw znaków UCS (zaimplementowany jako Unicode)
- ISO 10957 – International Standard Music Number (ISMN)
- ISO 13616 – International Bank Account Number (IBAN)
- ISO 14001 – norma zarządzania środowiskowego
- ISO 15706 International Standard Audiovisual Number (ISAN)
- ISO 15707 International Standard Musical Work Code (ISWC)
- ISO 15836 – norma zestawiająca metadane Dublin Core
- ISO 15930 – Portable Document Format
- ISO 17025 – norma kompetencji laboratoriów badawczych i wzorcujących
- ISO 18000 – Identyfikacja radiowa
- ISO 19115 – norma metadanych dla informacji geoprzestrzennej (Geographic Information Metadata)

## ISO 20000 – 29999
- ISO/IEC 20000 – norma dotycząca zarządzania usługami IT
- ISO 20671:2019 Ocena marki – Zasady i podstawy
- ISO 20700:2017 Wytyczne dotyczące usług doradczych w zakresie zarządzania (Management Consultancy Services)
- ISO 20771:2020 – Tłumaczenie prawnicze – wymagania
- ISO 22000 – HACCP
- ISO 22400 – Key Performance Indicators (KPI)
- ISO 26300 – norma OpenDocument Format
- ISO/IEC 27001 – norma dotycząca bezpieczeństwa informacji
- ISO 29500 – Office Open XML

## ISO 30000 – 39999
- ISO 31000:2018 Zarządzanie ryzykiem – wytyczne
- ISO 37001:2016 Systemy zarządzania przeciwdziałaniem przekupstwu – Wymagania

## ISO 40000 – 49999
- ISO 44001:2017 Systemy zarządzania współpracą biznesową – Wymagania i ramy
- ISO 45001:2018 Systemy zarządzania bezpieczeństwem i higieną pracy – Wymagania wraz z wytycznymi dotyczącymi stosowania

## ISO 50000 – 59999
- ISO 50001:2018 Systemy zarządzania energią – Wymagania wraz z wytycznymi dotyczącymi użytkowania
- ISO 55000:2014 Zarządzanie aktywami – przegląd, zasady i terminologia
- ISO 55001:2014 Zarządzanie aktywami – Systemy zarządzania – Wymagania
- ISO 56000:2020 Zarządzanie innowacjami – podstawy i słownictwo

## ISO 60000 – 99999
- ISO/IEC 80000 – norma opisująca i określająca nazwy, symbole i definicje jednostek miar